# Ambasada Jamajki w Berlinie
Ambasada Jamajki w Berlinie – misja dyplomatyczna Jamajki w Republice Federalnej Niemiec.
Ambasador Jamajki w Berlinie oprócz Republiki Federalnej Niemiec akredytowany jest również w Republice Bułgarii, Republice Czeskiej, Państwie Izrael, Rzeczypospolitej Polskiej, Federacji Rosyjskiej, Rumunii, Republice Serbii, Republice Słowackiej, Stolicy Apostolskiej, Węgrzech i na Ukrainie.